# Anthidiellum flavescens
Anthidiellum flavescens är en biart som först beskrevs av Heinrich Friese 1925.  Anthidiellum flavescens ingår i släktet Anthidiellum och familjen buksamlarbin. Inga underarter finns listade i Catalogue of Life.